# Edward Bede Clancy

Edward Bede kardinál Clancy (13. prosince 1923 Lithgow – 3. srpna 2014) byl australský římskokatolický kněz, bývalý arcibiskup Sydney, kardinál.
Kněžské svěcení přijal 23. července 1949. Pokračoval ve studiích v Římě - na Papežské univerzitě Urbaniana získal doktorát z teologie (1955), na Papežském biblickém institutu získal licenciát z exegeze Písma svatého (1963). Působil v arcidiecézi Sydney, přednášel na vysoké škole, byl univerzitním kaplanem.
V říjnu 1973 byl jmenovaný pomocným biskupem Sydney, biskupské svěcení přijal 19. ledna 1974, světitelem byl tehdejší arcibiskup Sydney kardinál James Freeman. V listopadu 1978 byl jmenován arcibiskupem arcidiecéze Canberra a Goulburn, v únoru 1983 vystřídal kardinála Freemana v čele arcidiecéze Sydney. Byl rovněž předsedou Australské biskupské konference.
Při konzistoři 28. června 1988 ho papež Jan Pavel II. jmenoval kardinálem. V březnu 2001, po dovršení kanonického věku, byla přijata jeho rezignace na funkci arcibiskupa Sydney. Jeho nástupcem se stal George Pell.